# Rückertův pomníček
Rückertův pomníček je funerální památka umístěná v lese na jihovýchodním úbočí Hřebenáče (567 m n. m.), který je součástí Jindřichovického hřebene ve Frýdlantském výběžku na severu Libereckého kraje České republiky. Jihozápadně od pomníku se rozkládá Nové Město pod Smrkem. Východně od Rückertova pomníčku vede silnice III/29110 spojující toto město s Dětřichovcem a následně Jindřichovicemi pod Smrkem. Za touto silnicí se následně zdvihá svah Andělského vrchu (573 m n. m.). Samotný pomník má tvar kovové destičky osazené do betonového sloupku, v jehož blízkosti se nachází kovový kříž připevněný na kmen stromu. Památka upomíná na neštěstí, k němuž došlo 24. listopadu 1874, kdy v těchto místech revírníka Adolfa Rückerta zabil padající strom.